# Kanton Claret
Der Kanton Claret war bis 2015 ein französischer Wahlkreis im Arrondissement Montpellier, im Département Hérault und in der früheren Region Languedoc-Roussillon. Er hatte 4392 Einwohner (Stand: 2012).

## Gemeinden
Der Kanton umfasste die Wahlberechtigten für die Départements-Wahlen aus neun Gemeinden:
| Gemeinde                | Einwohner Jahr | Fläche km² | Bevölkerungsdichte | Code INSEE | Postleitzahl |
| ----------------------- | -------------- | ---------- | ------------------ | ---------- | ------------ |
| Campagne                | 301 (2013)     | –          | – Einw./km²        | 34048      | 34160        |
| Claret                  | 1418 (2013)    | –          | – Einw./km²        | 34078      | 34270        |
| Ferrières-les-Verreries | 68 (2013)      | –          | – Einw./km²        | 34099      | 34190        |
| Fontanès                | 329 (2013)     | –          | – Einw./km²        | 34102      | 34270        |
| Garrigues               | 171 (2013)     | –          | – Einw./km²        | 34112      | 34160        |
| Lauret                  | 583 (2013)     | –          | – Einw./km²        | 34131      | 34270        |
| Sauteyrargues           | 393 (2013)     | –          | – Einw./km²        | 34297      | 34270        |
| Vacquières              | 469 (2013)     | –          | – Einw./km²        | 34318      | 34270        |
| Valflaunès              | 716 (2013)     | –          | – Einw./km²        | 34322      | 34270        |